# Gorstien
| Systeem                                 | Serie      | Etage        | Ouderdom (Ma) |
| --------------------------------------- | ---------- | ------------ | ------------- |
| Devoon                                  | Onder      | Lochkovien   | jonger        |
| Siluur                                  | Pridoli    | Pridoli      | 419,2–423,0   |
| Siluur                                  | Ludlow     | Ludfordien   | 423,0–425,6   |
| Siluur                                  | Ludlow     | Gorstien     | 425,6–427,4   |
| Siluur                                  | Wenlock    | Homerien     | 427,4–430,5   |
| Siluur                                  | Wenlock    | Sheinwoodien | 430,5–433,4   |
| Siluur                                  | Llandovery | Telychien    | 433,4–438,5   |
| Siluur                                  | Llandovery | Aeronien     | 438,5–440,8   |
| Siluur                                  | Llandovery | Rhuddanien   | 440,8–443,4   |
| Ordovicium                              | Boven      | Hirnantien   | ouder         |
| Indeling van het Siluur volgens de ICS. |            |              |               |

Het geologisch tijdperk Gorstien (Vlaanderen: Gorstiaan), is een tijdsnede in het Laat-Siluur (Ludlow). In de stratigrafie is het een etage in het Boven-Siluur. Het Gorstien duurde van 427,4 ± 0,5 tot 425,6 ± 0,9 Ma. Het werd voorafgegaan door het Homerien en na (op) het Gorstien komt het Ludfordien.

## Naamgeving en definitie
Het Gorstien is genoemd naar de boerderij Gorsty aan de weg tussen Ludlow en Wigmore in Wales, ongeveer 4,5 km ten zuidwesten van Ludlow, Shropshire, Engeland. De naam werd in 1980 door een team van Engelse geologen ingevoerd. De golden spike (GSSP) van het Gorstien bevindt zich in de groeve Pitch Coppice die vlak bij de boerderij Gorsty ligt.
De basis van het Gorstien wordt gedefinieerd door het eerste voorkomen van de graptolieten Tumescens en Incipiens. De top wordt gedefinieerd door de eerste voorkomens van de graptolieten Bohemograptus en Saetograptus leinardinesis.